# Valledoria
Valledoria (sardinsky: Codaruìna) je italská obec (comune) v provincii Sassari v regionu Sardinie. Nachází se ve výšce 16 metrů nad mořem a má přibližně 4 300 obyvatel. Rozloha obce je 25,95 km².